# Philipp Kühn (Fußballspieler)
Philipp Kühn (* 2. September 1992 in Beckum) ist ein deutscher Fußballtorwart, der bei Apollon Limassol unter Vertrag steht.

## Karriere
Zunächst spielte Philipp Kühn in der Jugend von Rot-Weiß Vellern und Rot Weiss Ahlen. Am 15. Oktober 2010 gab er sein Debüt in der 3. Liga für Ahlen gegen den SV Sandhausen, nachdem der Stammtorhüter André Maczkowiak verletzt ausfiel und der Ersatz Raphael Koczor durch das DFB-Sportgericht gesperrt worden war. Trotz der Rückkehr von Koczor blieb Kühn zunächst im Tor. Am 12. März 2011 beförderte Trainer Arie van Lent ihn zum Stammtorhüter, aufgrund einiger Unsicherheiten wurde er allerdings ab dem 30. April wieder durch Maczkowiak ersetzt. Nach dem Abstieg aus der 3. Liga unterschrieb Kühn beim SV Babelsberg 03, löste den Vertrag jedoch wie David Blacha auf und folgte ihm sowie Marcel Busch zum SV Sandhausen. Dort unterschrieb er einen Vertrag über zwei Jahre.
Bei den Kurpfälzern kam er bereits am 10. Spieltag zu seinem ersten Einsatz, als er die verletzte Nummer eins Daniel Ischdonat während des Spiels ersetzen musste. Allerdings blieb Ischdonat unumstritten Stammtorwart und Kühn kam nur noch zu zwei weiteren Einsätzen im Schlussdrittel der Saison. Am Ende der Saison 2011/12 stieg er zusammen mit den Sandhäusern als Drittligameister in die 2. Bundesliga auf.
In der Saison 2013/14 spielte Kühn als Leihgabe bei Rot-Weiß Oberhausen in der Regionalliga West. Bei den „Kleeblättern“ entwickelte er sich zu einem Leistungsträger, sodass er 2014 für eine weitere Spielzeit an RWO ausgeliehen wurde. Gleichzeitig verlängerte Kühn seinen Vertrag in Sandhausen um zwei Jahre. Im Sommer 2015 kehrte er zu seinem Stammverein zurück, konnte sich jedoch nicht gegen den Stammtorhüter Marco Knaller durchsetzen und verlor in der Rückrunde auch noch die Position des ersten Ersatzmannes an Rick Wulle. Nach einigen Einsätzen in der zweiten Mannschaft, die zu jenem Zeitpunkt in der Oberliga spielte, verließ Kühn den SVS zum Saisonende 2015/16 und wechselte zu Viktoria Köln. Obwohl er dort mit 32 Einsätzen in der Regionalliga West zum Stammtorhüter avancierte und die Mannschaft die Meisterschaft erreichte, wurde sein Vertrag im Sommer 2017 nicht verlängert. Kühn schloss sich daraufhin dem Nord-Regionalligisten SV Drochtersen/Assel an, dessen erster Torwart Patrick Siefkes kurz zuvor einen Kreuzbandriss erlitten hatte.
Zur Saison 2018/19 verpflichtete der Drittligist VfL Osnabrück Kühn und stattete ihn mit einem Einjahresvertrag aus. In dieser Saison war er Ersatztorwart hinter Nils Körber und wurde lediglich in fünf Ligaspielen eingesetzt. Am Ende der Saison konnte er mit dem VfL die Drittligameisterschaft und den Aufstieg in die 2. Bundesliga feiern, woraufhin sein auslaufender Vertrag bis Juni 2021 verlängert wurde. Am 4. Spieltag der Zweitligasaison 2019/20 wurde Kühn für Stammkeeper Nils Körber, der sich am Becken verletzt hatte, eingewechselt und vertrat ihn bis zum 19. Spieltag. Auch nach der Genesung Körbers behielt Kühn die Position des Stammtorhüters für den Rest der Saison, an deren Ende der VfL die Klasse erhalten konnte. Nachdem Körber zu Hertha BSC zurückgekehrt war, blieb Kühn auch in der Folgesaison die erste Wahl im Osnabrücker Tor.
Im Sommer 2024 verließ er Osnabrück und wechselte anschließend nach einer halbjährigen Vereinslosigkeit nach Zypern zu Apollon Limassol.

## Erfolge
SV Sandhausen
- Meister der 3. Liga und Aufstieg in die 2. Bundesliga: 2012

FC Viktoria Köln
- Meister der Regionalliga West: 2017

VfL Osnabrück
- Meister der 3. Liga und Aufstieg in die 2. Bundesliga: 2019
- Aufstieg in die 2. Bundesliga: 2023